# 脱衣舞娘 (电影)
《脱衣舞娘》（英語：Striptease）是一部于1996年上映的美国喜剧剧情片，安德鲁·伯格曼担任导演、编剧兼制片人，主要演员包括黛米·摩尔、毕·雷诺斯、文·雷姆斯和阿曼德·阿山特。剧本根据卡尔·海森的同名畅销书改编，讲述了一位前联邦调查局雇员为了从前夫手中夺得女儿的监护权而做起脱衣舞娘的故事。片中扮演女儿的正是摩尔的亲生女儿拉莫·威利斯，她的母亲表示此無任何不妥。
《脱衣舞娘》所获得的专业评价很差，还被授予多项旨在“奖励”最差电影的金酸莓奖，包括1996年的最差影片奖，不过商业上还算比较成功，以4000万美元的预算收入了1.13亿美元的票房。

## 剧情
艾琳·格兰特曾在美国联邦调查局做秘书，但与前夫达瑞尔离婚后她失去了亲生女儿的监护权。为了凑到足够的钱进行上诉，艾琳开始到迈阿密的一间脱衣舞俱乐部做起了脱衣舞娘。一位名叫大卫·迪尔贝克的联邦众议员来到俱乐部，并立即迷上了艾琳。
另一位知道迪尔贝克心思和身份的顾客找到艾琳，提供一个计划操纵这位众议员，让他在艾琳女儿的监护权官司上施加影响，帮助她获胜。但迪尔贝克有着强大的后台，这些人希望他的政治生涯不会出差错。在一场选举中令迪尔贝克难堪的人也因此而被谋杀。与此同时，艾琳从她疏忽大意的前夫那里把女儿安吉拉带了回来。
迪尔贝克对艾琳的兴趣丝毫不减，还邀请她私下为自己表演。他请求艾琳做自己的情人，之后再嫁给他，完全不顾他的手下担心这个女人知道得太多。这些人还在考虑到底是直接杀死艾琳，还是以劫持她的女儿来威胁艾琳保持沉默。之后，艾琳和一位警官开始怀疑议员与谋杀案有关，艾琳炮制了一个计划，成功地录下了迪尔贝克承认自己的罪行，他也因此很快被捕。之后，艾琳顺利地获得了安吉拉的全权监护权，前夫达瑞尔又被抓回了监狱。

## 演员

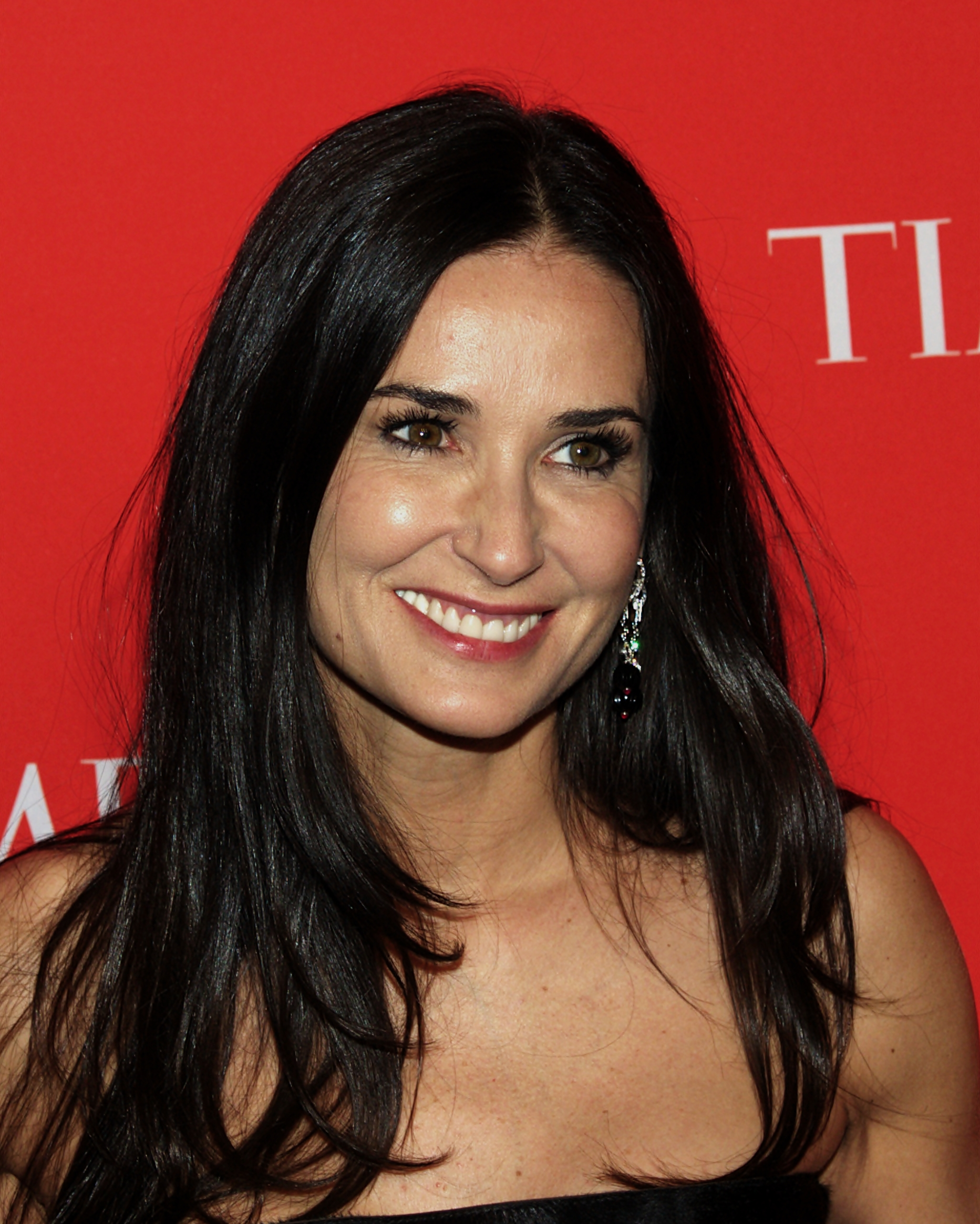
黛米·摩尔扮演艾琳·格兰特一角而获得了丰厚的片酬

- 黛米·摩尔饰艾琳·格兰特（Erin Grant）
- 毕·雷诺斯饰联邦众议员大卫·迪尔贝克（David Dilbeck）
- 阿曼德·阿山特饰艾尔·加西亚（Al Garcia）
- 文·雷姆斯饰沙德（Shad）
- 罗伯特·帕特里克饰达瑞尔·格兰特（Darrell Grant）
- 肖布汉·法隆·霍根（英语：Siobhan Fallon Hogan）饰丽塔·格兰特（Rita Grant）
- 魯默·威利斯饰安吉拉·格兰特（Angela Grant）
- 保罗·加法叶饰马尔科姆·莫多斯基（Malcolm Moldovsky）
- 杰瑞·格瑞森（Jerry Grayson）饰奥利（Orly）
- 罗伯特·斯坦顿（英语：Robert Stanton (actor）饰厄布·克兰多尔（Erb Crandal）
- 威廉·希尔（William Hill）饰杰瑞·基里恩（Jerry Killian）
- 斯图尔特·潘金（英语：Stuart Pankin）饰阿兰·莫德凯（Alan Mordecai）
- 帕茜恩·威尔森（PaSean Wilson）饰萨布丽娜·赫本（Sabrina Hepburn）
- 迪娜·斯派比（英语：Dina Spybey）饰小莫妮卡（Monique, Jr.）
- 芭芭拉·阿琳·伍兹（英语：Barbara Alyn Woods）饰洛丽莱（Lorelei）
- 潘多拉·派克斯（饰乌巴娜·斯保尔（Urbana Sprawl）
- 金伯莉·弗莱恩（Kimberly Flynn）饰阿瑞尔·莎朗（Ariel Sharon）
- 雷娜·瑞菲尔（英语：Rena Riffel）饰蒂芬妮（Tiffany）

摩尔因出演女主角艾琳·格兰特获得了1250万美元的片酬，这在当时创下了女演员片酬的新纪录。为了对出演角色加以准备，她参观了位于纽约、加利福尼亚州和佛罗里达州的脱衣舞俱乐部，并且与脱衣舞女进行交谈。摩尔在片中裸露上身跳舞的镜头没有使用替身，而的确是亲自上阵，不过这也是她第六次在电影中露出乳房。她还阅读了原著小说，并学习瑜伽进行锻炼。摩尔也是片中最早确定出演的主角演员，这也为项目带来了一定的关注。第一次试图拍摄摩尔跳脱衣舞时，片场请了200位男性临时演员充当观众，很多人都为了看到摩尔的裸体而接受了很低的薪金。等待片刻后摩尔出现在片场并开始跳舞，但人群迅速开始变得喧闹和激动，拍摄不得不暂时中止。摩尔表示经过这样的体验后，“我觉得非常自信”。
演员中包括多位真实世界的脱衣舞女如潘多拉·派克斯等。雷姆斯扮演了一个名叫沙德的保镖。导演在选择沙德一角的演员时，需要的是某个“身高至少有一米八八，肢体庞大......任何种族都可以”（雷姆斯是拉非裔演员）。雷诺斯扮演了联邦众议员迪尔贝克，他是根据自己的父亲，一位警察局长来进行表演的。雷诺斯并非导演的最初人选，是他自己主动联系了城堡石公司的罗伯·莱纳，并赶到迈阿密参加试镜。他也接受了比自己早年职业生涯要低的片酬。摩尔的亲女儿拉莫·威利斯在片中扮演艾琳的女儿安吉拉。对此摩尔表示，“她（威利斯）非常想要出演”，因此摩尔向剧组提出建议考虑自己的女儿。由于片中安吉拉看到了艾琳的表演，这事实上意味着威利斯将看到自己的母亲裸露上身。不过摩尔表示这是可以接受的，因为“我们并不为身体而感到羞耻，我们把身体看成美丽而自然的东西，我的孩子们和我一起洗澡，而我会光着身子走来走去”。

## 制作
城堡石娱乐公司制作了《脱衣舞娘》，该片是根据佛罗里达犯罪小说家卡尔·海森的同名小说改编，这本书于1993年出版，并且非常畅销。而剧本则是由安德鲁·伯格曼撰写的，他也是本片的导演和制片人。据一位评论员表示，电影从情节上“非常忠实地追随”了小说，但在把这个复杂的故事搬上银幕的过程中，“伯格曼忘了解释为什么像艾琳这样一个聪明、果敢，还曾是联邦调查局雇员的好女孩会在这么一个垃圾俱乐部里工作”。
由于担心电影的结局不够喜剧化，剧本进行了改写，然后予以重拍，这导致了一个月的延期。这种担心部分来自于试映上观众的反应，他们很反感其中一个迪尔贝克变得暴力的镜头。之后的试镜也出现了一些不是很正面的回庆。

## 原声带
| 《》 | 《》 | 《》 |
| 曲序 | 曲目 | 时长 |
| ---- | ---- | ---- |
| 1.   |      | 2:58 |
| 2.   |      | 5:33 |
| 3.   |      | 4:42 |
| 4.   |      | 2:16 |
| 5.   |      | 2:51 |
| 6.   |      | 3:18 |
| 7.   |      | 3:45 |
| 8.   |      | 2:59 |
| 9.   |      | 5:03 |
| 10.  |      | 3:46 |
| 11.  |      | 4:12 |
| 12.  |      | 3:36 |
| 13.  |      | 2:24 |

## 发行
《脱衣舞娘》由索尼公司进行分销，首先于1996年6月23日在纽约举行了首映式后，于6月28日在美国上映。8月影片分别在澳大利亚、法国和德国上映，9月在阿根廷、意大利、玻利维亚、南非、英国、巴西和日本上映。
电影在广告宣传过程中极力强调了其中的裸露场面。美国电影协会对影片的海报提出了忧虑，觉得上面裸露了太多摩尔的身体部分。对此一位城堡石公司的工作人员争辩道：“那是特殊风格的香水广告”。
之前一起上映的一部同样有关裸体舞者的电影《艳舞女郎》获得的评价很不理想，是1995年金酸莓奖的最差影片，因此本片的制作人员也担心观众会对《脱衣舞娘》首先心存成见。为了避免这一点，电影的广告宣传主要致力于让《脱衣舞娘》看起来更像是一部喜剧片，而不是《艳舞女郎》那样的正剧。除主体情节外，这两部电影还有两个明显的联系。首先，两者的编舞都是玛格丽特·德里克斯（Marguerite Derricks）；其次，两部电影中都有雷娜·瑞菲尔在其中扮演一位舞女。为了宣传这部电影，摩尔出现在《晚间秀》和一个芭芭拉·沃尔特斯的特别节目上。在两个场合里，她都有跳舞或是以其他方式来展示自己的身体。

## 反响

### 专业评价
《脱衣舞娘》上映后从影评人处获得的评价很差。根据烂蕃茄上收集的35篇专业评论文章，仅有4篇给出了“新鲜”的正面评价，“新鲜度”为11%，平均得分3.4（最高10分）。《芝加哥太阳报》的罗杰·艾伯特称赞了电影中的部分角色，但总体认为电影很失败，因为“除了黛米·摩尔外，别的每一个角色都很滑稽”，他觉得围绕女主角的严肃内容“向其他人泼了冷水”，并且电影中的裸露场面也并不是很性感。相比之下，莱纳德·马尔汀的评价要更严厉一些，他在自己的书中表示这部电影让人太过郁闷，“不够好笑，不够戏剧性，不够性感，不够坏，无论在娱乐的任何一个方面表现都不够”。芭芭拉·克拉默（Barbara Cramer）与艾伯特的意见类似，认为摩尔的角色与其他人相比过于严肃。她还觉得电影毫无悬念，能够吸引的观众大部分是“后青春期的男学生或是壁橱里的偷窥狂。”不过克拉默赞扬了雷诺斯的表现，称这是他“多年来最好的角色”，还认为文·雷姆斯的角色“值回票价”。布莱恩·D·约翰逊（Brian D. Johnson）认为摩尔的演技糟透了，他预测摩尔虽然获得了商业上的成功，但其事业将取决于这部电影能否成功，而在他看来，这部电影“俗不可耐、自命不凡、枯燥无味”。他形容《脱衣舞娘》是一部专门展示摩尔虚荣的作品。《新闻周刊》的戴夫·安森（Dave Ansen）对摩尔角色的看法也与艾伯特相同，他还称《脱衣舞娘》毫无神秘感，过早地揭露了反派的真实身份，因而在正剧角度上是失败的，他还指出电影中使用的老套桥段“遇险女子”没有让任何人感到紧张。

### 奖项
《脱衣舞娘》被提名7项金酸莓獎并有6项获奖，分别是最差影片、最差导演、最差女主角、最差编剧、最差原创歌曲和最差银幕情侣，唯一一项没有获奖的是毕·雷诺斯被提名的最差男配角奖，该奖项最终由出演《拦截人魔岛》的马龙·白兰度获得，“赢得”最差影片奖的《脱衣舞娘》“击败”了《越空追击》、《拦截人魔岛》、《笨人一族》等提名电影，摩尔成了最差女主角，并与雷诺斯一起成为最差银幕情侣。此外到了2000年，本片还被提名为近十年最差电影，幸好最终没有得奖。

### 票房
《脱衣舞娘》上映首周收入1232万2069美元，落后于艾迪·墨菲主演的《肥佬教授》、阿诺·施瓦辛格主演的《毁灭者》和华特迪士尼公司的动画长片《钟楼怪人》，黛米·摩尔有给后者的其中一个主要角色配音。最终《脱衣舞娘》一共在美国收入3310万9743美元，在1996年上映的电影中名列第47位。影片的全球总票房达到1亿1330万9743美元，其中在英国收入210万4480英镑，日本收入1亿241万9500日元。

### 影响
1997年，美国伊利诺伊州芝加哥一所学校的四年级课堂上放映了《脱衣舞娘》，该班级的教师声称是学生们自己选择了这部电影，但他还是因为该片“有伤风化”而招来了批评，同一天该校还播放了1996年的青春恐怖片《惊声尖叫》，导致了进一步的争议。2000年，爱尔兰的一些电视观众批评爱尔兰广播电视播放《脱衣舞娘》。这些观众质疑该片是否适宜在电视上播放，还有些观众认为影片对女性进行了贬低。不过，电视台认为这部电影并不属于色情内容，因此在夜间予以播出。
2003年，一家制片公司在一部名叫《最火辣的好莱坞》的视频中使用了《脱衣舞娘》中摩尔的裸露镜头。这一行为引起了其是否属于合理使用的争议，双方最后走上了法庭。